# Piramide satellite meridionale di Snefru
La piramide satellite meridionale di Snefru è la piramide accessoria del Complesso piramidale meridionale di Snefru più conosciuto con il nome di piramide romboidale.
La piramide satellite fu inventariata da Lepsius come LVII è costruita a sud della piramide principale ed è ancora oggi in ottimo stato di conservazione anche se si può accedere all'interno solo per un breve tratto a causa dell'insabbiamento. Venne esplorata nel 1946 da Abdel Salam Hussein.
Il rivestimento è in calcare bianco come la piramide principale, poggia su uno zoccolo e molti dei conci recano il nome di Snefru ed il grafema hw indicante l'antico nome della piramide.

## Appartamenti interni
Sono molto simili alla successiva piramide di Cheope e presentano un ingresso sulla facciata nord a circa 1 metro dalla base.  La discenderia è lunga circa 11 metri ed è di forma quadrata di soli 1,20 metri di lato. L'interno è sempre rivestito in calcare bianco con alcune tracce di colore rosso nel soffitto.
Il corridoio dopo breve tratto orizzontale, risale e presenta un sistema di chiusura simile a quello della piramide di Cheope ma mai messo in opera completamente perché funzionante solo parzialmente.
Attraverso un alto gradino si accede alla camera sepolcrale.

## Camera sepolcrale
Costruita in calcare bianco con soffitto a falsa volta, ossia aggettante, presenta un profondo pozzo che in origine era coperto dalla pavimentazione.
Un gradino conduce ad un piccolo vano con un ulteriore pozzo il cui significato è ignoto.

## Luogo di culto a nord
Il luogo di culto a nord è individuabile dalla presenza di una ben definita depressione lastricata con un pozzo rivestito in calcare che forse era l'antica sede di un pilastro.

## Luogo di culto ad est
Il tempio funerario, edificato ad est, è costituito da due stele alte in origine circa 5 metri oggi residuate ad 1 circa, recanti le titolature di Snefru inserite nel serekht con l'emblema di Horo e poggiate su un fregio raffigurante il sovrano.
Tra le due stele, vi è anche l'altare in mattoni destinato al culto.

## Peribolo
Il peribolo circonda con il suo muro la piramide satellite su tre lati mentre a nord comunica direttamente con quello della piramide principale.

## Galleria d'immagini

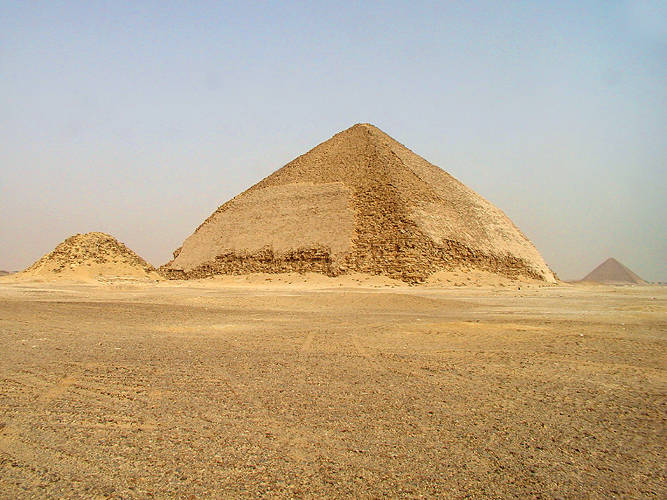
Piramide di Snefru ed a sud la sua piramide satellite
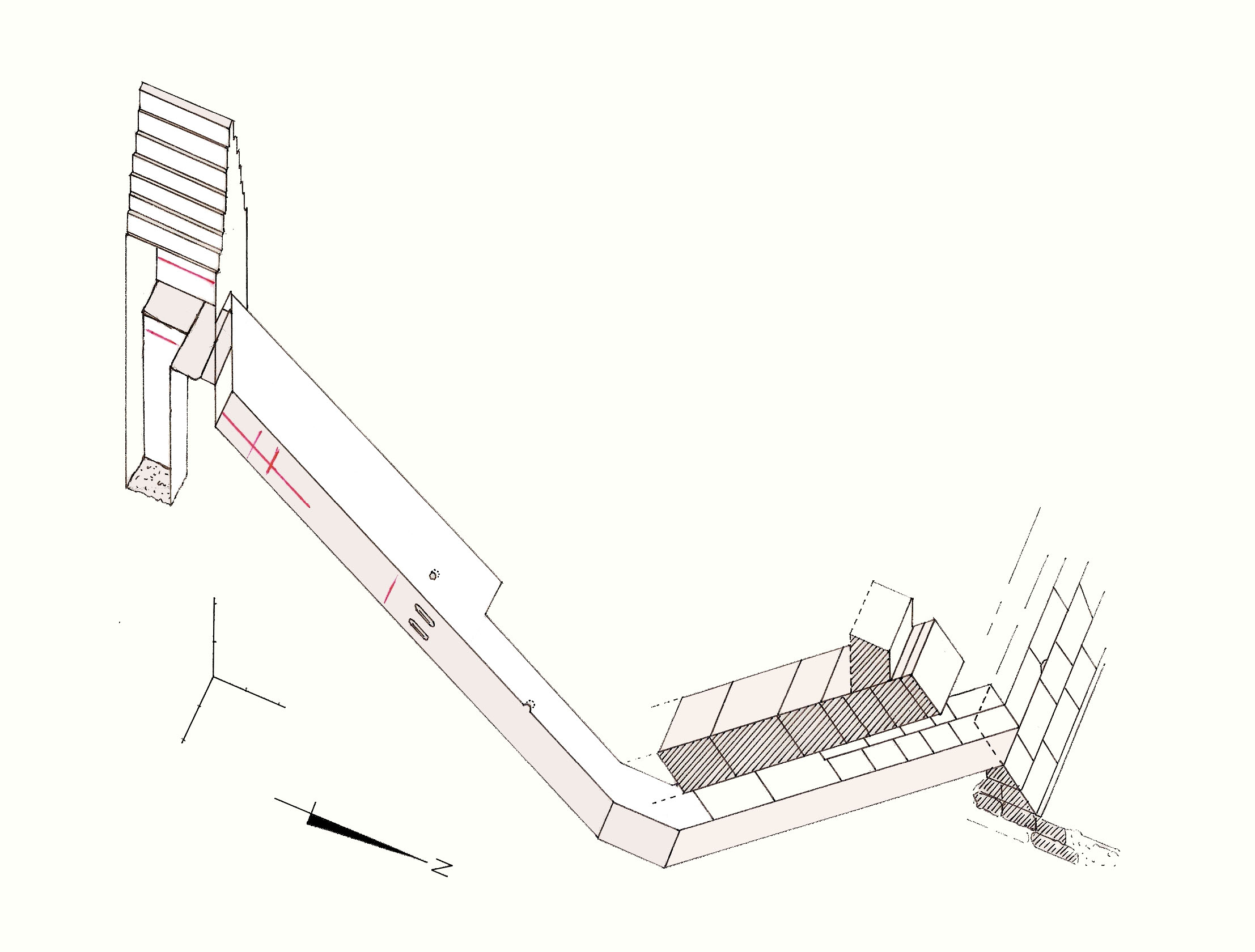
Interno della piramide satellite
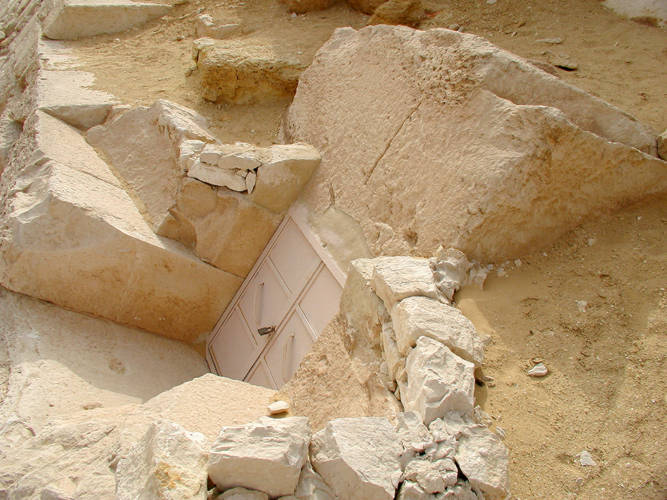
Entrata della piramide satellite